# Elecciones parlamentarias de Georgia de 2016
Las elecciones parlamentarias de Georgia de 2016 se celebraron el 8 de octubre de ese año. La coalición oficialista Sueño Georgiano, de centroizquierda, liderada por el primer ministro Giorgi Kvirikashvili, consiguió la reelección y un segundo mandato en dicho puesto. Los principales partidos de oposición que han participado de estos comicios fueron el Movimiento Nacional Unido, de centroderecha, Nuestra Georgia-Demócratas Libres, ambos antiguos aliados del partido gobernante y la Alianza de los Patriotas de Georgia, que defiende los intereses de la minoría prorrusa en el país.

## Sistema electoral
Los 150 miembros del parlamento unicameral son elegidos mediante dos métodos; 77 a través de representación proporcional a través del voto popular con un umbral electoral de 5% y los 73 restantes a través del sistema de escrutinio mayoritario uninominal con dos vueltas, en la que el ganador teien que obtener un umbral del 50%.Los límites de las circunscripciones fueron redefinidos para reducir la distribución desigual de los votos. Anteriormente, el tamaño de los electorados variaba desde menos de 6.000 votantes en un distrito hasta más de 150.000 votantes en otro.
Las elecciones no se celebraron en las circunscripciones de las regiones de Abjasia y Osetia del Sur.

## Encuestas de opinión
| Fecha                                  | Empresa                    | SG                  | MNU | APG-OP | DL  | MD-GU | MD-GU | SLP | PRG | Girchi | EpG | Otros/NA | Ventaja |   |     |   |    |
| Fecha                                  | Empresa                    | SG                  | MNU | APG-OP | DL  | MD-GU | MCD   | SLP | PRG | Girchi | EpG | Otros/NA | Ventaja |   |     |   |    |
| -------------------------------------- | -------------------------- | ------------------- | --- | ------ | --- | ----- | ----- | --- | --- | ------ | --- | -------- | ------- | - | --- | - | -- |
| Fecha                                  | Empresa                    | Marzo-abril de 2016 | IRI | 19%    | 18% | 3%    | 10%   | 3%  | 3%  | 7%     | -   | Otros/NA | Ventaja | - | 12% | - | 1% |
| 1-3 de abril de 2016                   | GHN                        | 33%                 | 30% | 10%    | 8%  | 11%   | 11%   |     | 8%  | -      | -   | -        | 3%      |   |     |   |    |
| 23 de febrero-14 de marzo de 2016      | NDI                        | 29%                 | 27% | 5%     | 10% | <3%   | <3%   | 6%  | <3% | <3%    | -   | 5%       | 2%      |   |     |   |    |
| 8-29 de enero de 2016                  | EPN Research               | 31%                 | 20% | 23%    | 9%  | 7%    | 7%    | 9%  | -   | -      | -   | 2%       | 11%     |   |     |   |    |
| 2015                                   | GHN                        | 20%                 | 27% | 6%     | 33% | 3%    | 3%    | 4%  | -   | -      | -   | 2%       | 6%      |   |     |   |    |
| 17 de noviembre-7 de diciembre de 2015 | Newposts                   | 21%                 | 34% | 7%     | 6%  | 3%    | 3%    | 5%  | -   | 2%     | -   | 4,1%     | 13%     |   |     |   |    |
| 17 de noviembre-7 de diciembre de 2015 | NDI                        | 31%                 | 21% | 5%     | 11% | 4%    | 4%    | 7%  | -   | -      | -   | 2%       | 10%     |   |     |   |    |
| Noviembre de 2015                      | EPF                        | 18%                 | 19% | 13%    | 19% | -     | -     |     | 10% | -      | -   | -        | -       |   |     |   |    |
| 8 de agosto-10 de septiembre de 2015   | NDI                        | 26%                 | 30% | 3%     | 6%  | 6%    | 6%    | 7%  | -   | 3%     | -   | -        | 4%      |   |     |   |    |
| 27 de marzo-19 de abril de 2015        | NDI                        | 24%                 | 16% | 6%     | 9%  | -     | -     | 5%  | -   | -      | -   | 11%      | 8%      |   |     |   |    |
| 3-28 de febrero de 2015                | IRI                        | 36%                 | 14% | 5%     | 10% | 5%    | 5%    | 6%  | -   | -      | -   | 1%       | 22%     |   |     |   |    |
| 23 de julio-7 de agosto de 2014        | NDI                        | 46%                 | 15% | 3%     | -   | -     | -     | 6%  | -   | -      | -   | 16%      | 31%     |   |     |   |    |
| Elecciones locales de 2014             | Elecciones locales de 2014 | 51%                 | 22% | 4%     | -   | 10%   | -     | 3%  | -   | 7%     | -   | 3%       | 29%     |   |     |   |    |
| 26 de marzo-18 de abril de 2014        | NDI                        | 46%                 | 16% | -      | -   | -     | 13%   | 11% | -   | 4%     | -   | -        | 30%     |   |     |   |    |
| 13-27 de noviembre de 2013             | NDI                        | 65%                 | 15% | 2%     | 2%  | 2%    | 6%    | 6%  | -   | -      | -   | -        | 50%     |   |     |   |    |
| 18 de agosto-3 de septiembre de 2013   | NDI                        | 56%                 | 16% | 1%     | 1%  | 1%    | 7%    | 7%  | -   | -      | -   | 4%       | 40%     |   |     |   |    |
| 12-26 de junio de 2013                 | NDI                        | 55%                 | 13% | 3%     | -   | 2%    | -     |     | -   | -      | -   | 22%      | 42%     |   |     |   |    |
| 13-27 de marzo de 2013                 | NDI                        | 63%                 | 13% | 2%     | 2%  | 1%    | -     |     | -   | -      | -   | 15%      | 50%     |   |     |   |    |
| 14-25 de noviembre de 2012             | NDI                        | 66%                 | 13% | 2%     | 2%  | 1%    | 10%   |     | -   | -      | -   | 7%       | 53%     |   |     |   |    |
| Elecciones de 2012                     | Elecciones de 2012         | 55%                 | 40% | -      | -   | -     | 2%    | 1%  | -   | -      | -   | 1%       | 15%     |   |     |   |    |

## Resultados
Poco después de la votación, Sueño Georgiano declaró su victoria. El primer ministro del partido, Giorgi Kvirikashvili, dijo a sus seguidores en la sede del partido: "Os felicito por vuestra gran victoria, Georgia. Según todos los resultados preliminares, Sueño Georgiano va en cabeza con una gran ventaja". El vice primer ministro de Sueño Georgiano, Kaja Kaladze, añadió que los propios datos del partido mostraban que había obtenido alrededor del 59 por ciento de los votos.
| Partido                    | Partido                                | Proporcional | Proporcional | Proporcional | Circunscripción (1.ª ronda) | Circunscripción (1.ª ronda) | Circunscripción (1.ª ronda) | Circunscripción (2.ª ronda) | Circunscripción (2.ª ronda) | Circunscripción (2.ª ronda) | Escaños totales | +/–   |
| Partido                    | Partido                                | Votos        | %            | Escaños      | Votos                       | %                           | Escaños                     | Votos                       | %                           | Escaños                     | Escaños totales | +/–   |
| -------------------------- | -------------------------------------- | ------------ | ------------ | ------------ | --------------------------- | --------------------------- | --------------------------- | --------------------------- | --------------------------- | --------------------------- | --------------- | ----- |
|                            | Sueño Georgiano                        | 856.638      | 48,68        | 44           | 813.353                     | 46,95                       | 23                          | 621.893                     | 70,11                       | 48                          | 115             | +30   |
|                            | Movimiento Nacional Unido              | 477.053      | 27,11        | 27           | 450.670                     | 26,01                       | 0                           | 212.984                     | 24,01                       | 0                           | 27              | -38   |
|                            | Alianza de Patriotas-Oposición Unida   | 88.097       | 5,01         | 6            | 94.202                      | 5,44                        | 0                           |                             |                             |                             | 6               | Nuevo |
|                            | Demócratas Libres                      | 81.464       | 4,63         | 0            | 81.361                      | 4,70                        | 0                           | 8.169                       | 0,92                        | 0                           | 0               | -8    |
|                            | Movimiento Democrático                 | 62.166       | 3,53         | 0            | 38.158                      | 2,20                        | 0                           |                             |                             |                             | 0               | 0     |
|                            | Estado para la Gente                   | 60.681       | 3,45         | 0            | 62.261                      | 3,59                        | 0                           |                             |                             |                             | 0               | New   |
|                            | Partido Laborista Georgiano            | 55.208       | 3,14         | 0            | 26.706                      | 1,54                        | 0                           |                             |                             |                             | 0               | 0     |
|                            | Republicanos                           | 27.264       | 1,55         | 0            | 22.428                      | 1,29                        | 0                           |                             |                             |                             | 0               | –9    |
|                            | Industrialistas-Nuestra Patria         | 13.788       | 0,78         | 0            | 19.032                      | 1,10                        | 0                           | 12.405                      | 1.40                        | 1                           | 1               | –5    |
|                            | Foro Nacional                          | 12.763       | 0,73         | 0            | 22.047                      | 1,27                        | 0                           |                             |                             |                             | 0               | –6    |
|                            | Georgia por la Paz                     | 3.824        | 0,22         | 0            | 2.712                       | 0,16                        | 0                           |                             |                             |                             | 0               | Nuevo |
|                            | Idea Georgiana                         | 2.916        | 0,17         | 0            | 2.318                       | 0,13                        | 0                           |                             |                             |                             | 0               | Nuevo |
|                            | Por una Georgia Unida                  | 2.805        | 0,16         | 0            | 5.278                       | 0,30                        | 0                           |                             |                             |                             | 0               | Nuevo |
|                            | Compañía Georgiana                     | 2.182        | 0,12         | 0            | 1.682                       | 0,10                        | 0                           |                             |                             |                             | 0               | 0     |
|                            | Partido Comunista de Georgia           | 1.757        | 0,10         | 0            | 2.231                       | 0,13                        | 0                           |                             |                             |                             | 0               | Nuevo |
|                            | Nuestra Gente, Partido Popular         | 1.595        | 0,09         | 0            | 2.947                       | 0,17                        | 0                           |                             |                             |                             | 0               | 0     |
|                            | Georgia                                | 1.548        | 0,09         | 0            | 1.591                       | 0,09                        | 0                           |                             |                             |                             | 0               | Nuevo |
|                            | Camino de Zviadi                       | 1.467        | 0,08         | 0            | 1.102                       | 0,06                        | 0                           |                             |                             |                             | 0               | Nuevo |
|                            | Partido Comunista Unificado de Georgia | 1.467        | 0,08         | 0            | 852                         | 0,05                        | 0                           |                             |                             |                             | 0               | Nuevo |
|                            | Unión Progresiva Democrática           | 1.010        | 0,06         | 0            | 1.479                       | 0,09                        | 0                           |                             |                             |                             | 0               | Nuevo |
|                            | Sociedad Merab Kostava                 | 966          | 0,05         | 0            | 140                         | 0,01                        | 0                           |                             |                             |                             | 0               | 0     |
|                            | Autoridad del Pueblo                   | 810          | 0,05         | 0            |                             |                             | 0                           |                             |                             |                             | 0               | Nuevo |
|                            | Nuesta Georgia                         | 802          | 0,05         | 0            |                             |                             | 0                           |                             |                             |                             | 0               | Nuevo |
|                            | Alianza de Izquierdas                  | 699          | 0,04         | 0            | 1,001                       | 0,06                        | 0                           |                             |                             |                             | 0               | Nuevo |
|                            | Partido Laborista Socialista           | 662          | 0,04         | 0            | 336                         | 0,02                        | 0                           |                             |                             |                             | 0               | Nuevo |
|                            | Independientes                         |              |              |              | 78,534                      | 4,53                        | 0                           | 31,545                      | 3.56                        | 1                           | 1               | +1    |
| Total                      | Total                                  | 1.759.632    | 100,00       | 77           | 1.732.421                   | 100,00                      | 23                          | 886.996                     | 100,00                      | 50                          | 150             | 0     |
|                            |                                        |              |              |              |                             |                             |                             |                             |                             |                             |                 |       |
| Votos válidos              | Votos válidos                          | 1.759.632    | 96,42        |              | 1.732.421                   | 95,49                       |                             | 886.996                     | 98,13                       |                             |                 |       |
| Votos inválidos/ en blanco | Votos inválidos/ en blanco             | 65,422       | 3,58         |              | 81.855                      | 4.51                        |                             | 16.940                      | 1,87                        |                             |                 |       |
| Votos totales              | Votos totales                          | 1.825.054    | 100.00       |              | 1.814.276                   | 100.00                      |                             | 903.936                     | 100,00                      |                             |                 |       |
| Registered voters/turnout  | Registered voters/turnout              | 3.513.884    | 51,94        |              | 3.513.884                   | 51.63                       |                             | 2.421.455                   | 37,33                       |                             |                 |       |
| Fuente: CESKO, CESKO, CLEA |                                        |              |              |              |                             |                             |                             |                             |                             |                             |                 |       |